# Leonid Reshetnikov
Leonid Aleksandrovich Reshetnikov (tiếng Nga: Леонид Александрович Решетников; sinh ngày 30 tháng 5 năm 1986) là một cầu thủ bóng đá người Nga. Anh thi đấu cho FC Luki-Energiya Velikiye Luki.